# 丘吉爾湖
55°55′N 108°20′W / 55.917°N 108.333°W

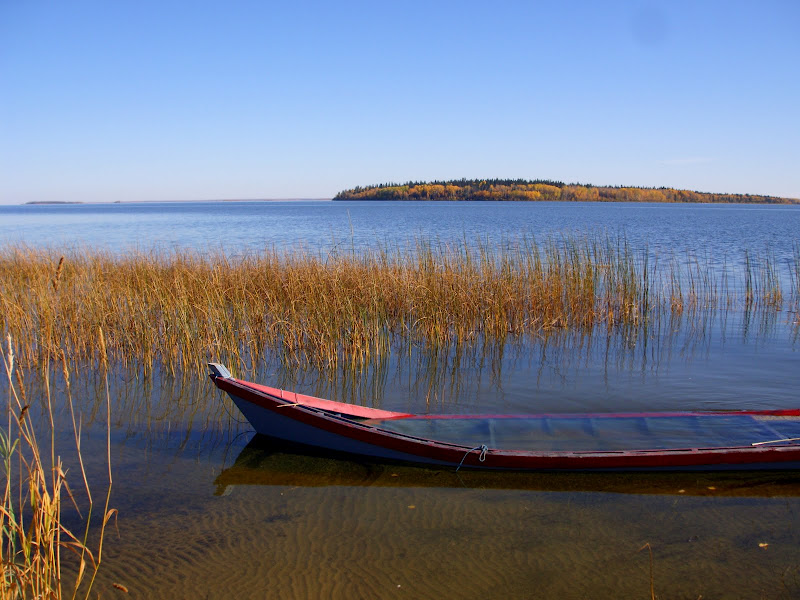

丘吉爾湖是加拿大的湖泊，由薩斯喀徹溫省負責管轄，面積543平方公里，島嶼總面積16平方公里，集水區面積7,874，海拔高度421米，平均水深9米，最大水深24米，湖岸線長度212公里，蓄水量4.88立方公里。

## 外部連結
- Statistics Canada
- Anglersatlas.com
- Fish Species of Saskatchewan